# Jaydon Grant
Jaydon Grant (Portland, 15 giugno 1998) è un giocatore di football americano statunitense che milita nel ruolo di safety e che è free agent. Al college ha giocato per l'Università Statale dell'Oregon.

## Carriera universitaria
Grant, originario di Portland e cresciuto a West Linn in Oregon, giocò inizialmente a pallacanestro nella locale West Linn High School, cominciando a giocare a football solo nel suo ultimo anno alla scuola superiore. Non avendo quindi ricevuto nessuna proposta da parte di università per andare a giocare college football, nel 2016 andò da walk-on, ossia giocatore non selezionato direttamente dalla squadra e senza borsa di studio, all'Università dell'Oregon ma neanchè un mese dopo cambiò idea passando all'Università statale dell'Oregon con i Beavers che militano nella Pac-12 Conference (Pac-12) della Football Bowl Subdivision (FBS) della NCAA.
Nel suo primo anno con i Beavers, il 2016, Grant si infortunó durante la fase di preparazione alla stagione e fu quindi fatto redshirt, poteva quindi solo allenarsi con la squadra ma non disputare partite ufficiali. La stagione successiva entrò in squadra giocando le prime tre partite ma si infortunó nuovamente saltando tutto il resto dell'anno. Nel 2018 giocò 10 partite registrando 16 tackle e due passaggi deviati. Prima dell'inizio della stagione 2019 Grant, viste le due stagioni perse a causa di infortuni, ricevette un'estensione di eleggibilità nel college football di un anno. Grant subì un nuovo infortunio in allenamento che però non precluse la sua stagione in cui giocò in tutte le 12 partite, 9 da titolare, facendo 40 tackle, due intercetti, un sack, un fumble forzato e tre passaggi deviati. Nella stagione 2020, accorciata a causa della pandemia di COVID-19, giocò da titolare tutte e 7 le partite stagionali, con 29 tackle, due intercetti e due passaggi deviati. Nel 2021 giocò 12 partite da titolare su 13, facendo 71 tackle, due intercetti e sei passaggi deviati. Nel 2022 Grant avrebbe potuto provare a passare ai professionisti ma decise di sfruttare l'ultimo anno di eleggibilità a sua disposizione e tornò così a giocare un'altra stagione con i Beavers. Giocò da titolare l'intera stagione, con 64 tackle, un sack, un fumble forzato,  tre intercetti e sei passaggi deviati e venendo nominato nel Second-Team All-Pac-12. Grant divenne il primo giocatore della storia dei Beavers a stare con la squadra per sette stagioni giocando in 57 partite.
Terminata la carriera al college e pronto a passare tra i professionisti, Grant partecipò all'Hula Bowl, partita all-star che permette ai migliori prospetti uscenti dal college di mostrare le proprie qualità agli osservatori della NFL.
Premi e riconoscimenti
- Second-Team All-Pac-12 (2022)

Statistiche al college
| Stagione | Stagione     | Stagione   | Stagione   | Stagione | Stagione | Difesa   | Difesa   | Difesa   | Difesa   | Difesa   | Difesa   |
| Anno     | Squadra      | Campionato | Conference | P        | PT       | T. tot.  | T. sol.  | T. ass.  | Sack     | Int      | FF       |
| -------- | ------------ | ---------- | ---------- | -------- | -------- | -------- | -------- | -------- | -------- | -------- | -------- |
| 2016     | Oregon State | FBS Div. I | Pac-12     | 0        | 0        | redshirt | redshirt | redshirt | redshirt | redshirt | redshirt |
| 2017     | Oregon State | FBS Div. I | Pac-12     | 3        | 0        | 3        | 3        | 0        | 0,0      | 0        | 0        |
| 2018     | Oregon State | FBS Div. I | Pac-12     | 10       | 0        | 16       | 11       | 5        | 0,0      | 0        | 0        |
| 2019     | Oregon State | FBS Div. I | Pac-12     | 12       | 9        | 40       | 26       | 14       | 1,0      | 2        | 1        |
| 2020     | Oregon State | FBS Div. I | Pac-12     | 7        | 7        | 29       | 21       | 8        | 0,0      | 2        | 0        |
| 2021     | Oregon State | FBS Div. I | Pac-12     | 13       | 12       | 71       | 32       | 39       | 0,5      | 2        | 2        |
| 2022     | Oregon State | FBS Div. I | Pac-12     | 12       | 12       | 64       | 36       | 28       | 1,0      | 3        | 1        |
| Totale   | Totale       | Totale     | Totale     | 57       | 40       | 223      | 129      | 94       | 2,5      | 9        | 4        |

Fonte: Football Database
In grassetto i record personali in carriera

## Carriera professionistica
Grant non fu scelto nel corso del Draft NFL 2023 e il 12 maggio 2023 firmò da undrafted free agent con i Las Vegas Raiders.
Al termine della fase di preparazione alla nuova stagione, Grant non riuscì a rientrare nel roster attivo dei Raiders e il 29 agosto 2023 fu svincolato per poi essere aggregato il giorno successivo alla squadra di allenamento, dove passò l'intera annata.
L'8 gennaio 2024 firmò da riserva/contratto futuro. Prima dell'avvio della stagione 2024 non rientrò nel roster attivo iniziale dei Raiders e il 27 agosto 2024 fu svincolato.

## Vita privata
Grant è figlio di Brian Grant, ex cestista della NBA dal 1994 al 2006 con i Portland Trail Blazers, i Miami Heat e i Los Angeles Lakers, e di Gina Wonder, ex cheerleader in NBA divenuta poi istruttrice di fama mondiale di zumba.